# Pine Bluff (Arkansas)
Pine Bluff település az Amerikai Egyesült Államok Arkansas államában, Jefferson megyében, melynek megyeszékhelye is. Lakosainak száma 41 253 fő (2020. április 1.).
A településen található az Union Pacific Railroad egyik rendezőpályaudvara.

## Népesség
A település népességének változása:

| 2010 | 49 083 |
| 2020 | 41 253 |